# نبردناو کلاس دلاویر
نبردناو کلاس دلاویر (به انگلیسی: Delaware-class battleship) یک کلاس از نبردناو به طول ۵۱۹ فوت (۱۵۸ متر) است.